# 난코정
난코정(南光町)은 효고현 중서부에 있는 사요군에 속했던 정이다. 해바라기의 고장으로 혼슈 최대급 해바라기 밭을 자랑하며 해바라기 축제 때면 관광객이 약 15만 명이나 다녀갔다. 일본 공산당원인 야마다 겐조(山田健三)가 25년간 촌장을 지낸 혁신정정이었다. 마을 이름은 후나코시야마 미나미코보 유리사에서 유래했다.
2005년 10월 1일, 사요정, 고즈키정, 미카즈키정과 합병해 새로운 사요정이 되었기 때문에 소멸하였다.

## 역사
- 1889년 4월 1일 - 정촌제 시행으로 사요군 도쿠사촌, 나카야스촌, 시소군 미카와촌이 성립하였다.
- 1955년 7월 20일 - 도쿠사촌, 나카야스촌, 미카와촌이 합병해 난코정이 성립하였다.
- 2005년 10월 1일 - 사요군 사요정, 고즈키정, 미카즈키정과 합병해 새로운 사요정이 되어 소멸하였다.

## 교통

### 철도
- 서일본 여객철도 기신 선

### 도로
- 국도 제179호선